# Formica insultans
Formica insultans är en myrart som beskrevs av Peter Forsskål 1775. Formica insultans ingår i släktet Formica och familjen myror. Inga underarter finns listade i Catalogue of Life.